# Fluxea (ex-Publitest)
 (octobre 2008).
Si vous disposez d'ouvrages ou d'articles de référence ou si vous connaissez des sites web de qualité traitant du thème abordé ici, merci de compléter l'article en donnant les références utiles à sa vérifiabilité et en les liant à la section « Notes et références ».
Publitest est un éditeur technique automobile créé en 1974 et repris par Cyberdata en 1998.
Publitest est spécialisé dans l’édition de données techniques et de méthodes de réparation multimarques à destination des professionnels du secteur de la réparation automobile : mécaniciens réparateurs agréés, agents de marques, concessionnaires, centres autos, lycées et centre de formation.
Publitest distribue ses produits en Europe (France, Belgique, Suisse, Espagne, Italie, Allemagne) .
En septembre 2018, Publitest devient Fluxea.

## Histoire
La première société : Cyberdata est créée le 19 février 1998. Elle sera radiée le 10 décembre 2009.
La seconde société : Cyberdata Fluxea est créée le 26 août 1997.

## Activité
Depuis 20 ans, Publitest recherche, collecte, rassemble toutes les données et méthodes de réparation disponibles que ses rédacteurs spécialisés retravaillent de façon à les rendre pratiques et directement utilisables par tous.

## Domaines de compétence
- Mise au point, maintenance, carburation et  allumage des moteurs essence
- Réfection, mise au point des moteurs diesel et antipollution
- Géométrie des trains roulants
- Injection et allumage électronique des moteurs essence
- Gestion électronique de l’injection des moteurs diesel
- Gestion électronique des moteurs
- Réparation et entretien périodique
- Entretien de la climatisation

## Supports d'édition[5]
- Fiche Plastifiée
- Mémento
- Livre
- CD-ROM
- Internet
- Borne Interactive

## Dates marquantes
- 1974 : Géométrie des trains roulants. Données et valeurs pour le réglage de la géométrie
- 1978 : Allumage Carburation
- 1985 : Mise au point diesel
- 1989 : Injection Essence
- 1992 : Injection Diesel
- 1999 : Le Guide de l’entretien qui a pour objectif de répondre à l’ensemble des besoins d’information du mécanicien pour l’entretien courant des véhicules. Ce nouveau concept rencontre un succès massif auprès des professionnels et nous permet d’acquérir une notoriété nationale.
- 2000 : Mise à disposition de l'ensemble des informations via Internet
- 2001 : L’Entretien de la climatisation complément du Guide de l’entretien devenu indispensable.
- 2003 : Mémentos format poche, en particulier celui concernant les remises à zéro manuelle des indicateurs de maintenance
- 2004 : Manuel courroies de distribution
- 2006 : refonte du site Internet
- 2007 : codes EOBD et Prise Diagnostic
- 2008 : méthodes de remplacement des pare-brises
- 2009 : réparation et diagnostic de la climatisation
- 2010 : méthodes de remplacement d'éléments de carrosserie: vitres latérales, contre-portes, haut-parleurs, pare-chocs avant et arrière
- 2010 : méthodes de remplacement des bougies de préchauffage et d'allumage
- 2010 : barèmes de temps mécanique, climatisation, entretien
- 2010 : remplissage des réservoirs d'additif pour filtres à particules